# Andong, Guangxi
Andong (kinesiska: 安东乡, 安东) är en socken i Kina. Den ligger i den autonoma regionen Guangxi, i den södra delen av landet, omkring 150 kilometer nordost om regionhuvudstaden Nanning. Antalet invånare är 12282. Befolkningen består av 5 892 kvinnor och 6 390 män. Barn under 15 år utgör 21,0 %, vuxna 15-64 år 66 %, och äldre över 65 år 11,0 %.
Genomsnittlig årsnederbörd är 1 993 millimeter. Den regnigaste månaden är juni, med i genomsnitt 358 mm nederbörd, och den torraste är oktober, med 45 mm nederbörd.